# Burg Creußen
Die Burg Creußen, auch Heziloburg genannt, ist eine abgegangene Burg anstelle des ehemaligen Palais Schirnding im Bereich des Pfarrgartens nördlich des Pfarrhauses der Pfarrkirche St. Jakobus in Creußen (Heziloplatz 1) im Landkreis Bayreuth in Bayern.

## Geschichte
Die Burg Castra Crusni wurde im 9. bis 10. Jahrhundert erbaut, 1003 erwähnt und zerstört. Im 11. bis 12. Jahrhundert fand ein Neubau in Stein statt. Besitzer der Burg waren die Grafen von Schweinfurt (Heinrich von Schweinfurt, Hezilo, Sohn des Berthold von Schweinfurt) und 1251 wurden die Burggrafen von Nürnberg genannt. Im 14. Jahrhundert war die Burg Witwensitz der Nürnberger Burggräfin Elisabeth und wurde 1430 im Zuge der Hussitenkriege zerstört.

## Beschreibung
Von der ehemaligen Burganlage sind keine obertägigen Reste vorhanden. Bei archäologischen Testgrabungen von April bis Juni 2001 unter der Leitung von Magnus Wintergerst zeigten Befunde aus dem 11. bis 16. Jahrhundert Grundmauern mit Buckelquadern einer früh- bis hochmittelalterlichen Dynastenburg, darunter die noch bis zu drei Meter hohen Mauern eines sechseckigen Bergfrieds aus dem 12. Jahrhundert, auf dessen Fundamenten der Kirchturm der Pfarrkirche St. Jakobus steht.